# Каролинги
Каролингите са франкска (751 – 800) и императорска (800 – 843; 881 – 888) династия, крале на Аквитания (нач. на 9-ти в. – 852), Западнофранкското кралство (843 – 987), Германия (843 – 911) и Лотарингия (843 – 869), наложила през 8-ми век властта си над голяма част от Европа.

## Основатели
Основоположник на династията е Арнулф (580/582 – 641), могъщ представител на австразийската аристокрация. Първоначално е майордом (от 612) по времето на крал Дагоберт I, той става епископ на Мец (614 – 629) и след смъртта си е канонизиран. От брака си с Ода (от 614 монахиня в Трир) има двама синове: Хлодулф (†697), епископ на Мец (от 657) и Анзегизел (†657 или 679), който също изпълнява функциите на майордом. Анзегизел се жени след 635 г. за Бега, дъщеря на майордома Пипин Ланденски. Синът им Пипин Ерсталски (ок. 635 – 714) е майордом на Австразия (от 680), Нейстрия и Франкската държава (688 – 695). Той фактически отстранява от властта Меровингите, обединява франкската държава, покорява редица германски племена и превръща длъжността „майордом“ наследствена. Първоначалното название на фамилията – Пипиниди, се свързва с неговото име. От законната си съпруга Плектруда (ок. 650 – 717) има син Гримоалд (ок. 680 – 714), майордом на Бургундия и Нейстрия от 701 г. Пипин Ерсталски има и извънбрачен син Карл Мартел (латинизирано Каролус Мартелус), който играе значителна роля в по-нататъшната история на Франкската държава. След смъртта на мъжа си Плектруда се опитва да застане начело на властта като регентка на тримата си малолетни внуци – Теодоалд, Арнулф и Хуго, синове на Гримоалд, но едно въстания на австразийците я отстранява от управлението.

## Карл Мартел
През 717 г. за нов майордом на Австразия, Нейстрия и Бургундия е издигнат извънбрачния син на Пипин Ерсталски, Карл Мартел (ок. 675 – 741). Началото на управлението му е свързано с покоряването на редица германски племена. Негова историческа заслуга е запазването на Западна Европа от нашествието на арабите в битката при Поатие през 732 г. След проведения църковен събор Concilium Germanicum Карл Мартел въвежда бенефициалната реформа, която поставя основите на рицарската институция – иззема земи от Църквата и ги раздава на аристокрацията срещу задължителна служба в армията. На Карл Мартел династията дължи своето название – Каролинги. От брака си Ротруда (†724) има двама синове и една дъщеря: Карломан (†755), майордом на Австразия, Швабия и Тюрингия, от 747 г. монах в манастира Монтекасино; Пипин Къси (ок. 715 – 768), първия крал на франките; и Хилтруда (†754), омъжена за баварския херцог Одило. Втората жена на Карл Мартел, Сванхилда (от 741 г. монахиня) ражда син Грифон (723 – 753), херцог на Бавария от 749 г.

## Пипин Къси
След оттеглянето на Карломан в манастира Монтекасино, единствен владетел остава Пипин Къси. Осигурил си подкрепата на църквата, той сваля от престола последния представител на Меровингите, Хилдерих III и е коронован за крал на франките (751 – 768). Води политика, тясно свързана с интересите на папството. През 754 и 756 г. оглавява два похода срещу лангобардите в Италия. Отнетите от тях земи подарява през 756 г. на папата и така поставя началото на Папската държава. Продължава традиционната политика на Каролингите, насочена към покоряване на съседните германски племена. Съпругата му Бертрада (†783) ражда двама синове: Карл Велики (2.4.747 – 28.1.814) и Карломан I (751 – 771), провъзгласени за крале през 768 г. Отношенията между двамата братя се влошават, но ранната смърт на Карломан I през 771 г. предоставя на Карл Велики (768 – 814) властта над цялата Франкска държава. От брака си с Герберга, дъщеря на лангобардския крал Дезидерий, Карломан I има две деца: Пипин (†770) и Сиагрий.

## Карл Велики
Останал единствен владетел Карл Велики започва военните си завоевания с поход в Италия (774), където лангобардите заплашват папата в Рим. Разгромява техния крал Дезидерий и е коронован за крал на Италия (781 – 787). През 788 г. окончателно присъединява Бавария към Франкската държава. Най-много проблеми му създават саксите, които се борят отчаяно за своята независимост и го принуждават да воюва с тях повече от тридесет години (772 – 804). Подчиняването на тези племена е придружено от цялостна християнизация на Германия. На изток владенията на франките достигат до река Елба. Продължителни, но успешни са и многобройните му войни с аварите в Панония (791 – 805). В борбата си срещу маврите в Испания след редица трудности накрая завладява Барселона и установява Испанската марка южно от Пиренеите (801). Постоянната заплаха от нашествията на нормани и араби води до солидно укрепване на морските граници на кралството. За своя постоянна резиденция Карл Велики избира град Аахен, където построява двореца си и оттам управлява държавата. Заради помощта, оказана на папа Лъв III да върне престола си, той е коронован тържествено в Рим за император на Запада (28 декември 800). Започва преговори с Константинопол за брак с императрица Ирина, който би възстановил единството на римската държавност. Този проект пропада поради отстраняването на Ирина от властта през 802 г. и едва през 812 г. Карл Велики е признат за император на франките във Византия. Опитва се да централизира огромните си владения, като назначава за областни управители лично подчинени нему длъжностни лица – графове. Налага своя контрол над църквата и допринася за разпространението на християнството в Западна и Централна Европа. Значително е личното участие на императора в културния подем по негово време. В двора му работят най-изтъкнатите книжовници: Алкуин, Павел Дякон, Айнхард и др.
Карл Велики има осемнадесет деца от девет жени, като четири от тях са му официално съпруги, а останалите пет са наложници (конкубини):
- 1-ва жена (768) Химилтруда (наложница):

1. Амавдру;
2. Пипин Гърбавия (770 – 811), монах;

- 2-ра жена (769) Дезидерата (Герперга), дъщеря на лангобардския крал Дезидерий, изгонена през 771 г., от нея няма деца.
- 3-та жена (771) Хилдегард (758 – 783), дъщеря на граф Геролд I фон Винциг. Тя ражда девет деца, но само пет доживяват пълнолетие:

1. Карл (772/773 – 811), от 788 г. крал на Неустрия;
2. Адалхайд (773/774 – 774);
3. Ротруд (775 – 810), омъжена за Рорих (†832), граф на Рорих;
4. Пипин (777 – 810), от 781 крал на Италия. Оставя потомство – представители на първата графска линия Вермандоа;
5. Луи I Благочестиви (778 – 840), от 814 г. император;
6. Лотар (778 – 779);
7. Берта (779/780 – 828), омъжена за граф Енгелберт (†814);
8. Гизела (781 – 800);
9. Хилдегард (782 – 783);

- 4-та жена (783) Фастрада (†794), дъщеря на граф Радулф:

1. Теодрада (ок. 785 – 844/853), абатиса в Аржантьой;
2. Хилтруд (ок. 787 – след 800).

- 5-та жена (794/796) Луитгард (†800), от нея няма деца.
- 6-та жена Маделгард (наложница):

1. Роутхилд (†852), абатиса във Феремонт.

- 7-ма жена Герсвинд (наложница):

1. Аталтруд.

- 8-ма жена (800) Регина (наложница):

1. Дрого (801 – 855), епископ на Мец от 834;
2. Хуго (802/806 – 844), абат на Сейнт Куентин.

- 9-та жена (806) Аделинд (наложница):

1. Теодорих (Дитрих) (807 – след 818), монах.[2]

## Людовик (Луи) I Благочестиви
Повечето от синовете на Карл Велики умират преди него, поради което след неговата смърт през 814 г. короната наследява Людовик (Луи) I Благочестиви (814 – 840). Новият император поверява част от владенията си на своите трима синове Лотар I (795 – 855), Пипин I (ок. 803 – 838) и Лудвиг I (ок. 806 – 876), родени от първия му брак през 794 г. с Ирмингарда (778 – 818). От нея има и дъщеря Ротруда (800 – 841), омъжена през 819 г. за граф Жерар I д’Оверн. Жени и незаконно родената си дъщеря, преди първия му брак, Алпаиса (794 – 852) за парижкия граф Бего I (†816). След смъртта на Ирмингарда, се жени повторно през 819 г. за Юдит (805 – 843), дъщеря на баварския граф Велф I, която му ражда още една дъщеря Гизела (ок. 820 – 874), омъжена (836/840) за Еберхард (ок. 810 – 866), маркграф на Фриули и още един син Карл II Плешиви (823 – 877). Раждането на новия син налага ново разделение на империята. Лотар, Пипин и Лудвиг непрекъснато се бунтуват срещу баща си и дори за кратко време го свалят от престола. Людовик (Луи) I Благочестиви умира, оставяйки държавата в хаос поради междуособиците сред своите наследници.

## Италиански клон на Каролингите (Лотар I, Лудвиг II, Лотар II и Карл)
През 843 г. империята окончателно е разделена на три части от синовете на Людовик (Луи) I Благочестиви чрез договора от Вердюн. Императорската титла, властта над Италия (817 – 844) и земите по течението на река Рейн получава най-големия му син Лотар I (840 – 855). Той води борба срещу нападенията на норманите на север и на арабите на юг. След като разделя своите земи между тримата си наследници, се отказва от престола и умира в манастир. През 821 г. сключва брак с Ирмингард (†851), дъщеря на граф Хуго фон Тур. Най-големият му син, император (855 – 875), крал на Италия (844 – 875) Лудвиг II (ок. 825 – 875), продължава войната със сарацините в Италия и им отнема град Бари (871). Стреми се да запази авторитета си от посегателствата на своите могъщи васали. Жени се за своята братовчедка Енгелберга (†ок. 900), дъщеря на германския крал Лудвиг I, която след смъртта на съпруга си е преследвана от неговия чичо Карл II Плешиви и е принудена да се върне в родината си, където умира. Ерменгарда, единствената дъщеря на Лудвиг II, е дадена за жена на Бозон Виенски, херцог на Ломбардия, който защитава на дуел своята тъща, обвинена в прелюбодейство (877). Властна и амбициозна, Ерменгарда допринася Прованс да бъде провъзгласен за самостоятелно кралство (879). Умира като абатиса в Италия през 890 г.
Вторият син на Лотар I е Лотар II (ок. 835 – 869), владетел на кралство (855 – 869), което получава неговото име – Лотарингия. През 855 г. се жени за Теутберга, която се оказва бездетна и той води без успех продължителна борба, за да получи развод от папата и да се ожени през 862 г. за наложницата си Валдрада. От нея той има един син и две дъщери: Хуго (†след 895), епископ в Елзас от 867; Гизела (†след 908), ∞ 882 за Годфрид и Берта (†925), омъжена първо (879) за Теобалд (Тибо), граф на Арл, а след смъртта му сключва брак (ок. 895) с тосканския маркграф Адалберт II. Лотар I има и трети син Карл (Шарл) (ок. 845 – 863), крал на Прованс (855 – 863), който умира без наследници, с което италианският клон на Каролингите прекратява съществуването си.

## Аквитански клон на Каролингите (Пипин I и Пипин II)
Вторият син на император Людовик (Луи) I Благочестиви, Пипин I (ок. 803 – 838), е коронован за крал на Аквитания (817 – 838). През 834 г. той допринася баща му да бъде възстановен на престола. Не доживява разделението на империята през 843 г. Съпругата му (от 822) Ингелтруда (†836) ражда двама синове: Пипин II (ок. 825 – след 864), крал на Аквитания (838 – 852) и Шарл (†863), архиепископ на Майнц (от 856). Вердюнският договор лишава Пипин II от неговото кралство в полза на чичо му Карл II Плешиви. Води продължителна борба срещу краля на западните франки, пленен е от него през 852 г. и властта му е отнета. Успява да избяга и се присъединява към разбойническите дружини на норманите. Заловен повторно, той завършва живота си в манастир, без да остави наследници.

## Германски клон на Каролингите (Лудвиг I, Лудвиг II, Карл III Дебели, Арнулф, Лудвиг III Детето)
Третият син на Людовик (Луи) I Благочестиви, Лудвиг I Немски (ок. 806 – 876), крал на Германия (843 – 876), един от инициаторите на вердюнското разделение. По негово време в Германия се наблюдава раздвижване на славянските племена, а нова заплаха стават маджарите. Съпругата му (от 827) Ема (†876), дъщеря на баварския граф Велф I, ражда трима синове: Карломан (ок. 829 – 880), крал на Бавария и Италия (876 – 880); Лудвиг II Младши (ок. 830 – 882), крал на Германия (872 – 882); Карл III Дебели (839 – 888), крал на Аквитания (от 876), крал на Италия (от 879), крал на източните франки (от 881), крал на Германия (от 884), крал на западните франки (884 – 887).
През 876 г. престолът на Германия е зает от Лудвиг II Младши, при когото Западна Лотарингия преминава под властта на западнофранкските крале. Той няма наследници от жена си Лиутгард (†885) и след смъртта си е наследен в Германия от брат си Карл III Дебели. През 881 г. Карл III е коронован от папата за император и крал на Италия, а през 884 г. се възкачва на престола на Западнофранкското кралство. Така теоретично е възстановена империята на Карл Велики. След като не успява да отблъсне нормандската обсада на Париж (885), новият владетел е принуден да заплати оттеглянето на нашествениците. Неспособността му да се справи със ситуацията, предизвиква недоволство във Франция, което довежда до свалянето му от трона (887). Умира през 888 г. без да остави наследници от съпругата си (от 862) Рихарда. Империята отново се разпада и властта в Германия е поета от племенника му Арнулф Каринтийски (ок. 850 – 899), херцог на Каринтия и Бавария (от 880), крал на Германия (от 887), извънбрачен син на Карломан. През 896 г. той е коронован за император, но не успява да възстанови единството на каролингските владения. Синът му Лудвиг III Детето (*893 – †911), крал на Германия (900 – 911) не оставя наследници от брака си Лиутгард, дъщеря на саксонския херцог Лиудолф. Дъщеря му Глисмут (866 – 924) е омъжена за графа на Оберлангау Конрад Стари (†906) и става майка на бъдещия крал на Германия (911 – 918) Конрад I (*881 – †918).

## Карл (Шарл) III Плешиви и Луи II Пелтека, Луи III и Карломан
Четвъртият син на Людовик (Луи) I Благочестиви, Карл (Шарл) III Плешиви, става крал на западните франки (843 – 877). През 875 г. той е коронован в Рим за император. Стреми се да разшири границите на своето кралство, но не успява да спре нашествието на норманите. Превръща рицарските бенефиции в наследствени (877), с което дава нов тласък на феодализма. Първо се жени през 842 г. за Ирментруда (825 – 869), дъщеря на граф Йод д’Орлеан, от която има десет деца, а след нейната смърт се жени повторно (870) за Рахилда (†след 877), дъщеря на провансалския граф Бувин, от която има трима сина, починали рано.
- Юдит (844 – 870), 1-ви брак (856) за краля на Уесекс Етелвулф (795 – 858), 2-ри брак (858) за краля на Уесекс Етелбалд (831/834 – 860), 3-ти брак (862) за фландърския граф Балдуин I (837/840 – 879);
- Луи II Пелтека (846 – 879), следващия крал на западните франки;
- Карл (Шарл) (847/848 – 866), херцог на Аквитания от 855;
- Карломан (†874), абат на манастира Сен медар в Суасон;
- Лотар (†865), абат на манастира Св. Герман;
- още пет дъщери – Ирментруда, Хилдегарда, Гизела, Ротруда и Ротилда.[3]

Новият крал Луи II Пелтека (877 – 879) не е приет от своите поданици и умира скоро след възкачването си на престола. Първата му съпруга (862) Ансгард (†879), дъщеря на парижкия граф Робер Силни, ражда три деца: Луи III (864 – 882), Карломан II (866 – 884) и Хилдегарда. От втория си брак (868/890) с Аделаида (†901) крал Луи II Пелтека има син крал Шарл III Прости (879 – 929) и дъщеря на име Ерментруда. През 879 г. на престола се възкачват едновременно Луи III и Карломан II. Те си разделят кралството: Карломан II получава Бургундия и Аквитания, а Луи III – Северна Франция. По-големия от братята, Луи III, разгромява норманите през 881 г. но отстъпва Западна лотарингия на германския крал Лудвиг II Младши. Луи III умира без да сключи брак. Останал единствен владетел през 882 г. Карломан II загива по време на лов.

## Шарл III Прости, Луи IV
Правата на третия от братята, Шарл III Прости (898 – 929), първоначално са оспорени от аристокрацията, която издига на престола Карл (Шарл) III Дебели (884 – 887), а през 887 г. – Одо, граф на Париж. Шарл III Прости е коронован през 893 г., но поема властта след смъртта на крал Одо през 898 г. Отстъпва на норманите земи в Северна Франция (911), наречени по-късно херцогство Нормандия. След смъртта на Лудвиг III Детето през 911 г., последния представител на германския клон на Каролингите, Шарл III Прости завладява временно Лотарингия (до 920). Могъщите сеньори образуват коалиция срещу него и през 923 г. го пленяват и хвърлят в затвора, където умира през 929 г. Женен е първоначално (907) за Фредеруна (†916/917) която му ражда шест дъщери, а след смъртта ѝ – през 919 г. за Едвига, дъщеря на английския крал Едуард I. Тя е майка на бъдещия западнофранкски крал Луи IV (*ок. 921 – †954) (936 – 954). Младежките си години Луи IV прекарва в Англия, където избягва заедно с майка си вследствие на размириците, с които приключва управлението на неговия баща. Завръща се през 936 г. със съдействието на парижкия граф Хуго Велики, чиито потомци по-късно наследяват Каролингите на френския престол. Съумява да надделее над могъщия парижки граф с помощта на германския крал Ото I, на когото отстъпва Лотарингия. Не успява да отблъсне нападенията на маджарите, но с помощта на норманите запазва властта си в Аквитания. Могъщите сеньори придобиват все по-голямо влияние. Луи IV сключва брак през 939 г. с Герберга (†984), дъщеря на германския крал Хайнрих I Птицелов. От брака им се раждат пет деца, сред които владетелят на западните франки Лотар (941 – 986); Матилда (ок. 943 – 982/991), омъжена за бургундския крал Конрад III; Карл (Шарл) (953 – 993/994), херцог на Долна Лотарингия от 978 г.

## Лотар и Луи V Мързеливия
Първоначално крал Лотар (954 – 986) управлява под опеката на граф Хуго Велики, а по-късно – на своя вуйчо, кьолнския архиепископ Бруно. От 965 г. е самостоятелен владетел, но скоро влиза в конфликт с най-верния си съюзник Хуго Капет и с брат си Карл (Шарл). Умира в разгара на войната с тях. Негова съпруга от 966 г. е Ема (†988), дъщеря на италианския крал Лотар III. Има двама синове: Луи V Мързеливия (967 – 987) и Йод (Ото) (†986), свещеник в Реймс. Луи V Мързеливия (986 – 987) продължава борбите на своя баща с феодалната аристокрация и с Германия. През 982 г. се жени за Аделхайд, дъщеря на граф Фулко д’Анжу, но от този брак не се раждат деца. Чичото на Луи V Мързеливия, Карл (Шарл), получава от своя братовчед, император Ото II, властта над херцогство Долна Лотарингия. Напразни са опитите му да завладее престола на Западнофранкското кралство след смъртта на своя племенник Луи V Мързеливия. Завършва живота си като пленник във Франция. Неговият син Отон (Йод) (*985 – †1012) (991 – 1012), е последният представител на династията Каролинги.

## Каролингски владетели

### Крале и императори на Франкската държава
- 751 – 768 Пипин Къси (714 – 24.9.768), син на Карл Мартел;
- 768 – 771 Карломан I (751 – 4.12.771), втори син на Пипин Къси; карл на Бургундия и Австразия (768 – 771)
- 768 – 814 Карл Велики (2.4.747 – 28.1.814), първи син на Пипин Къси; император (800 – 814)
- 814 – 840 Людовик (Луи) I Благочестиви (август 778 – 20.6.840), четвърти син на Карл Велики; крал на Аквитания (781 – 813), император (814 – 840)[2]

### Крале на Западнофранкското кралство
- 843 – 877 Карл II Плешиви (13.6.823 – 6.10.877), четвърти син на Людовик (Луи) I; крал на Швабия (831 – 833), крал на Аквитания (839 – 843, 848 – 854), император (843 – 877), крал на Лотарингия (869 – 877), крал на Италия (875 – 877)
- 877 – 879 Луи II Пелтека (1.11.846 – 10.4.879), първи син на Карл II Плешиви; крал на Аквитания (Луи III, 866 – 879); крал на Лотарингия (Луи II, 877 – 879)
- 879 – 882 Луи III Младия (864 – 20.1.882), първи син на Луи II Пелтека; крал на Аквитания (Луи II, 852 – 855); крал на Саксония (Лудвиг I, 865 – 882); крал на Лотарингия (Людовик II, 876 – 882); крал на Бавария (Лудвиг III, 880 – 882); крал на Германия (Лудвиг III, 876 – 882)
- 879 – 884 Карломан II (866 – 6.12.884), втори син на Луи II Пелтека; крал на Аквитания (Карломан, 879 – 884)
- 884 – 887 Карл (Шарл) III Дебели (839 – 13.1.888), трети син на Лудвиг I Немски; крал на Швабия (876 – 882); крал на Италия (879 – 887); крал на Лотарингия (Карл II, 882 – 887); крал на Германия (Карл III, 884 – 887); император (881 – 887); крал на Бавария (882 – 887)
- Временно прекъсване на присъствието на династичната линия на трона 888 г. – 898 г., когато за крал е посочен маркграфът на Неустрия Одо, син на Робер (Робертини)
- 898 – 922 Шарл III Прости (17.9.879 – 7.10.929), трети син на Луи II Пелтека; крал на Лотарингия (911 – 923)
- 922 г. – 936 г. – Робертини
- 936 – 954 Луи IV (10.9.921 – 10.9.954), първи син на Шарл III Прости
- 954 – 986 Лотар (941 – 2.3.986), първи син на Луи IV
- 986 – 987 Луи V Мързеливия (966/967 – 21.5.987), първи син на Лотар[3]

### Крале на Италия
- 781 – 810 Пипин (април 777 – 8.7.810), трети син на Карл Велики
- 813 – 817 Бернард (ок. 797 – 17.4.818), син на Пипин
- 817 – 843 Лотар I (795 – 28.9.855), първи син на Людовик (Луи) I Благочестиви; крал на Бавария (814 – 817); крал на Лотарингия (843 – 855), император (843 – 855)
- 844 – 875 Лудвиг II (ок. 825 – 12.8.875), първи син на Лотар I; император (855 – 875)
- 875 – 877 Карл II Плешиви (13.6.823 – 6.10.877), четвърти син на Людовик (Луи) I
- 877 – 880 Карломан (ок. 829 – 22.9.880), първи син на Лудвиг I Немски; херцог на Каринтия (856 – 880); крал на Бавария (876 – 880)
- 879 – 887 Карл (Шарл) III Дебели (839 – 13.1.888), трети син на Лудвиг I Немски
- 896 – 899 Арнулф Каринтийски (ок. 850 – 8.12.899), син на Карломан; херцог на Каринтия и крал на Бавария (880 – 899); крал на Германия (887 – 899)
- 900 – 905 Лудвиг III Слепи (ок. 880 – 28.6.928), внук на Лудвиг II; император (901 – 905)[2]

### Крале на Лотарингия
- 843 – 855 Лотар I (795 – 28.9.855), първи син на Людовик (Луи) I Благочестиви
- 855 – 869 Лотар II (ок. 835 – 8.8.869), втори син на Лотар I
- 869 – 877 Карл II Плешиви (13.6.823 – 6.10.877), четвърти син на Людовик (Луи) I
- 877 – 879 Людовик (Луи) II Пелтека (1.11.846 – 10.4.879), първи син на Карл II Плешиви
- 879 – 882 Людовик (Луи) III Младия (864 – 20.1.882), първи син на Луи II Пелтека
- 882 – 887 Карл (Шарл) III Дебели (839 – 13.1.888), трети син на Лудвиг I Немски
- 887 – 899 Арнулф Каринтийски (ок. 850 – 8.12.899), син на Карломан
- 895 – 900 Цвентиболд (870/871 – 13.8.900), извънбрачен син на Арнулф Каринтийски
- 900 – 911 Лудвиг III Детето (септември 893 – 20.9.911), син на Арнулф Каринтийски; крал на Германия (900 – 911)
- 911 – 922 Шарл III Прости (17.9.879 – 7.10.929), трети син на Луи II Пелтека[2]

### Крале на Аквитания
- 781 – 817 Людовик (Луи) I Благочестиви (август 778 – 20.6.840), четвърти син на Карл Велики
- 817 – 838 Пипин I (ок. 803 – 13.12.838), втори син на Людовик (Луи) I Благочестиви
- 838 – 843 Пипин II (ок. 825 – след 864), син на Пипин I
- 843 – 854 Карл II Плешиви (13.6.823 – 6.10.877), четвърти син на Людовик (Луи) I[2]

### Крале и императори на Източнофранкското (Германско) кралство
- 840 – 855 Лотар I (795 – 28.9.855), първи син на Людовик (Луи) I Благочестиви; император (843 – 855)
- 843 – 876 Лудвиг I Немски (ок. 806 – 28.8.876), трети син на Людовик (Луи) I Благочестиви
- 855 – 875 Лудвиг II (ок. 825 – 12.8.875), първи син на Лотар I; император (855 – 875)
- 875 – 877 Карл II Плешиви (13.6.823 – 6.10.877), четвърти син на Людовик (Луи) I; император (875 – 877)
- 877 – 887 Карл (Шарл) III Дебели (839 – 13.1.888), трети син на Лудвиг I Немски; император (881 – 887)
- 887 – 899 Арнулф Каринтийски (ок. 850 – 8.12.899), син на Карломан; император (896– 899)
- 900 – 911 Лудвиг III Детето (септември 893 – 20.9.911), син на Арнулф Каринтийски[2]